# 8914 Nickjames
8914 Nickjames eller 1995 YP2 är en asteroid i huvudbältet som upptäcktes den 25 december 1995 av den brittiske astronomen Brian G. W. Manning vid Stakenbridge-observatoriet. Den är uppkallad efter Nick James.
Asteroiden har en diameter på ungefär 11 kilometer och den tillhör asteroidgruppen Eos.